# Clint Bentley
Clint Bentley (* 1. Januar 1985) ist ein US-amerikanischer Filmregisseur, Filmproduzent und Drehbuchautor.

## Karriere
Bentley begann seine Karriere 2008 mit dem Kurzfilm Boulder Fall to Each. Sein Langfilmdebüt Transpecos – Zwischen Gut und Böse herrscht ein schmaler Grat feierte auf dem South by Southwest Premiere und konnte den Publikumspreis gewinnen. Sein zweiter Langfilm Jockey beruht auf der wahren Geschichte seines Vaters und wurde vielfach ausgezeichnet. Das Filmdrama Sing Sing von Greg Kwedar spielt im gleichnamigen US-Gefängnis und wurde ebenfalls mehrfach ausgezeichnet. So wurde Bentley bei der Oscarverleihung 2025 zusammen mit Greg Kwedar, Clarence Maclin und Divine G in der Kategorie Bestes adaptiertes Drehbuch nominiert. Ende 2024 wechselte Bentley mit Kwedar zum Produktionsunternehmen Skunk Partners.
Im Sommer 2025 wurde Bentley Mitglied der Academy of Motion Picture Arts and Sciences.

## Filmografie (Auswahl)
- 2008: Boulder Fall to Each (Kurzfilm, Regie)
- 2014: I’ll Remember Everything (Kurzfilm, Regie, Buch, Produktion)
- 2015: Dakota (Kurzfilm, Buch, Produktion)
- 2016: Transpecos – Zwischen Gut und Böse herrscht ein schmaler Grat (Buch, Produktion)
- 2017: 9 Races (Kurzfilm, Regie, Buch, Produktion)
- 2021: Jockey (Regie, Buch, Produktion)
- 2023: Sing Sing (Buch, Produktion)
- 2025: Train Dreams (Regie, Buch)

## Auszeichnungen (Auswahl)
- 2021: Zurich Film Festival in der Kategorie Bester Internationaler Spielfilm für Jockey
- 2021: Jurypreis des Sundance Film Festival für Jockey
- 2021: AFI Fest in der Kategorie Narrative Feature für Jockey
- 2022: Independent-Spirit-Award-Nominierung für den John Cassavetes Award für Jockey
- 2024: Publikumspreis des South by Southwest für Sing Sing
- 2025: African-American Film Critics Association Award in der Kategorie Bestes Drehbuch für Sing Sing
- 2025: Independent-Spirit-Award-Nominierung in der Kategorie Bester Film für Sing Sing
- 2025: Satellite-Award-Nominierung in der Kategorie Bestes adaptiertes Drehbuch für Sing Sing
- 2025: Critics’-Choice-Movie-Award-Nominierung in der Kategorie Bestes adaptiertes Drehbuch für Sing Sing
- 2025: BAFTA-Nominierung in der Kategorie Bestes adaptiertes Drehbuch für Sing Sing
- 2025: Oscar-Nominierung in der Kategorie Bestes adaptiertes Drehbuch für Sing Sing